# جايمي سيلفا
جايمي سيلفا (بالبرتغالية: Jaime Silva‏) هو سياسي برتغالي، ولد في 21 فبراير 1954 في البرتغال. حزبياً، نشط في الحزب الاشتراكي (البرتغال).